# Enicosanthum mindanaense
Enicosanthum mindanaense là loài thực vật có hoa thuộc họ Na. Loài này được (Elmer) Airy Shaw mô tả khoa học đầu tiên năm 1939.